# RWD-9
Dimensions
Le RWD-9 était un avion de sport polonais, conçu au début des années 1930 par l'équipe RWD pour participer au 4e Challenge de tourisme international, se tenant à Varsovie pendant les mois d'août et septembre 1934.

## Conception et développement
L'avion était en fait une évolution du RWD-6, le gagnant de la troisième édition du Challenge de tourisme international, qui s'était tenue en 1932. Le RWD-9 fut conçu spécifiquement pour remporter l'édition suivante de ce concours aérien. Il fut construit par Stanisław Rogalski et Jerzy Drzewiecki, de l'équipe RWD, à l'intérieur des ateliers Doświadczalne Warsztaty Lotnicze (en) (DWL) à Varsovie. Afin de correspondre aux règlements du nouveau concours, le nouvel avion fut conçu comme un quadriplace, avec une masse et une puissance moteur plus importantes, et des performances ADAC encore meilleures.
Le premier prototype fut achevé en octobre 1933, équipé d'un moteur à cylindres en ligne Menasco de 265 ch, puis effectua son premier vol le 4 décembre 1933. En janvier 1934, il fut équipé d'un moteur en étoile Bora de 220 ch de fabrication tchèque, puis au printemps 1934 par un tout nouveau moteur en étoile polonais GR-760 de 290 ch, conçu par Stanisław Nowkuński. Huit RWD-9 furent produits en 1934 : quatre RDW-9W avec le moteur Walter Bora, immatriculés SP-DRA, SP-DRB, OK-AMC et OK-AMD, et quatre RWD-9S avec le moteur GR-760, immatriculés SP-DRC, SP-DRD, SP-DRE et SP-DRF. Comparé au -9S, le -9W avait des performances légèrement en retrait, avec une vitesse maximale de 260 km/h, contre 281 km/h pour l'autre version.

## RWD-20
Afin d'effectuer des recherches sur les trains d'atterrissage tricycles, DWL convertit le RWD-9 prototype en RWD-20, en l'équipant d'un moteur Walter Major (en) de 130 ch, d'une roue de nez orientable, en reculant l'emplacement des jambes de train principales, et en retirant les portières et vitrages de sièges arrière, qui furent recouverts par du contreplaqué.
La conversion fut effectuée en 1938, puis s'ensuivit une longue série de tests fut effectuée, avec de nombreux décollages, atterrissages et roulages sur des surfaces de types très variés, comprenant des terrains non-préparés et de la terre labourée. Ces essais démontrèrent la stabilité et la manœuvrabilité du train tricycle (certains tests avaient même été menés avec la direction de la roue avant verrouillée). Le sort de l'appareil est inconnu à ce jour, mais il n'a toutefois pas survécu à la Seconde Guerre mondiale

## Caractéristiques
Le RWD-9 était un monoplan de sport et de loisir à quatre places et à construction mixte, possédant une aile haute renforcée. Son fuselage était constitué d'une structure métallique recouvert de toile sur une structure en bois, et sa section moteur était recouverte de panneaux en aluminium. Les ailes étaient à deux longerons en bois et recouvertes de contreplaqué et de toile. Elles pouvaient être repliées vers l'arrière et étaient équipées de becs de bord d'attaque et de volets automatiques.
La cabine était fermée et disposait de quatre places sur deux rangées, avec deux portières et un cockpit doté de doubles commandes pour le pilote et le copilote. L'hélice propulsant l'avion était un modèle bipale en bois à pas fixe. Le train d'atterrissage était conventionnel fixe et disposait d'un petit ski à l'arrière. Les réservoirs de carburant, d'une capacité de 160 litres, étaient installés dans les ailes et le fuselage.
La course de décollage était de 76,1 m (jusqu'à une hauteur de 8 m), la course d'atterrissage était de 76,9 m (depuis une hauteur de 8 m), et la vitesse de décrochage était inférieure à 54,1 km/h.

## Carrière

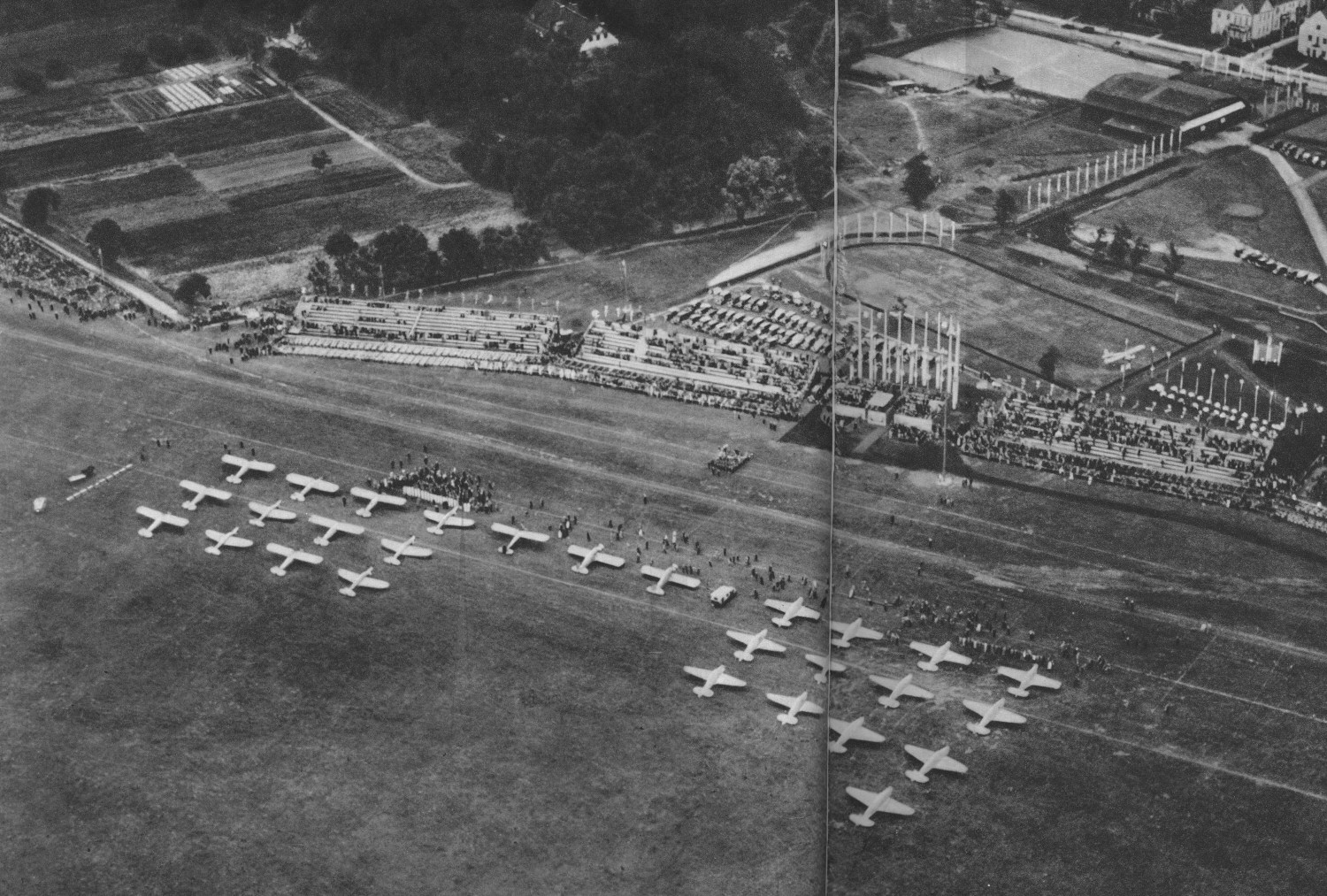
La cérémonie d'ouverture du Challenge de 1934. Trois groupes sont présents. Partant de la gauche : l'équipe polonaise, trois avions de l'équipe tchécoslovaque et l'équipe allemande. L'équipe italienne n'était pas encore arrivée.

Six RWD-9 furent utilisés par l'équipe polonaise engagée pour le Challenge, tandis que les deux appareils restants furent commandés par l'équipe tchécoslovaque (immatriculations OK-AMC et OK-AMD). le -AMC s'écrasa pendant les entraînements et ne fut pas réparé avant l'ouverture de la compétition.
Pendant le Challenge de 1934, qui se déroula entre les 28 août et 16 septembre 1934, les RWD-9S polonais remportèrent les première et seconde places, avec respectivement les pilotes Jerzy Bajan (immat. SP-DRD) et Stanisław Płonczyński (immat. SP-DRC). Ils remportèrent les épreuves face à des avions comme les appareils allemands Messerschmitt Bf 108 et Fieseler Fi 97. Les RWD-9 polonais remportèrent également les septième et quinzième places, et le RWD-9 tchécoslovaque OK-AMD remporta la huitième place (avec le pilote Jan Anderle).
Après le Challenge, les RWD-9 furent utilisés dans l'aviation de loisirs. En 1935, deux d'entre-eux (SP-DRA et SP-DRB) furent vendus à l'Espagne, et un troisième (SP-DRE) fut vendu à la France, au Centre d'Essais de Matériels Aériens de Villacoublay, recevant alors l'immatriculation F-AKHE. Le 16 juillet 1936, l'appareil immatriculé SP-DRC s'écrasa dans la Mer Baltique en volant trop bas, tuant tout son équipage, dont faisait partie le général polonais Gustaw Orlicz-Dreszer (en). Les deux appareils polonais restants furent utilisés au sein de l'Aéroclub de Pologne (en). L'appareil immatriculé SP-DRF fut lui-aussi détruit dans un crash peu de temps après.
Les appareils vendus à l'Espagne eurent une utilisation militaire, étant utilisés comme avions de liaison du côté républicain pendant la guerre civile espagnole.

## Utilisateurs
- Pologne : Six appareils engagés dans le Challenge de 1934. Ces avions furent ensuite utilisés dans l'aviation de loisirs et au sein de l'Aéroclub de Pologne ;
- Tchécoslovaquie : Deux appareils engagés dans le Challenge de 1934 ;
- France : Un exemplaire revendu au CEMA de Villacoublay ;
- Espagne : Deux exemplaires revendus à l'Espagne, utilisés par les forces aériennes de la République espagnole[2]. Ils furent ensuite utilisés par l'armée de l'air après la guerre civile.